# 乾坤湾乡
乾坤湾乡，原为阁底乡，是中华人民共和国山西省临汾市永和县下辖的一个乡镇级行政单位。2021年5月，阁底乡更名为乾坤湾乡。

## 行政区划
乾坤湾乡下辖以下地区：
阁底村、东征村、西后峪村、奇奇里村、园子沟村、阴德河村、马家湾村、石家湾村、雨林村、西庄村、乌华村、下辛角村、高家垣村、罗岔村和庄则坪村。